# 11574 d'Alviella
11574 d'Alviella (1994 BP3) là một tiểu hành tinh vành đai chính được phát hiện ngày 16 tháng 1 năm 1994 bởi E. W. Elst ở Caussols.